# چارخو تاسمانی
چارخو تاسمانی (نام علمی: Tribonyx mortierii) پرنده‌ای بی‌پرواز از تیره یلوگان و یکی از ۱۲ گونه پرنده بومی جزیره استرالیایی تاسمانی است. با آنکه بسیاری از پرندگان بی‌پرواز توسط انسان‌ها منقرض شده‌اند، چارخو تاسمانی نه تنها منقرض نشده‌است که از ورود کشاورزی نوین به تاسمانی توسط اروپاییان سود برده‌است.

## توصیف ظاهری

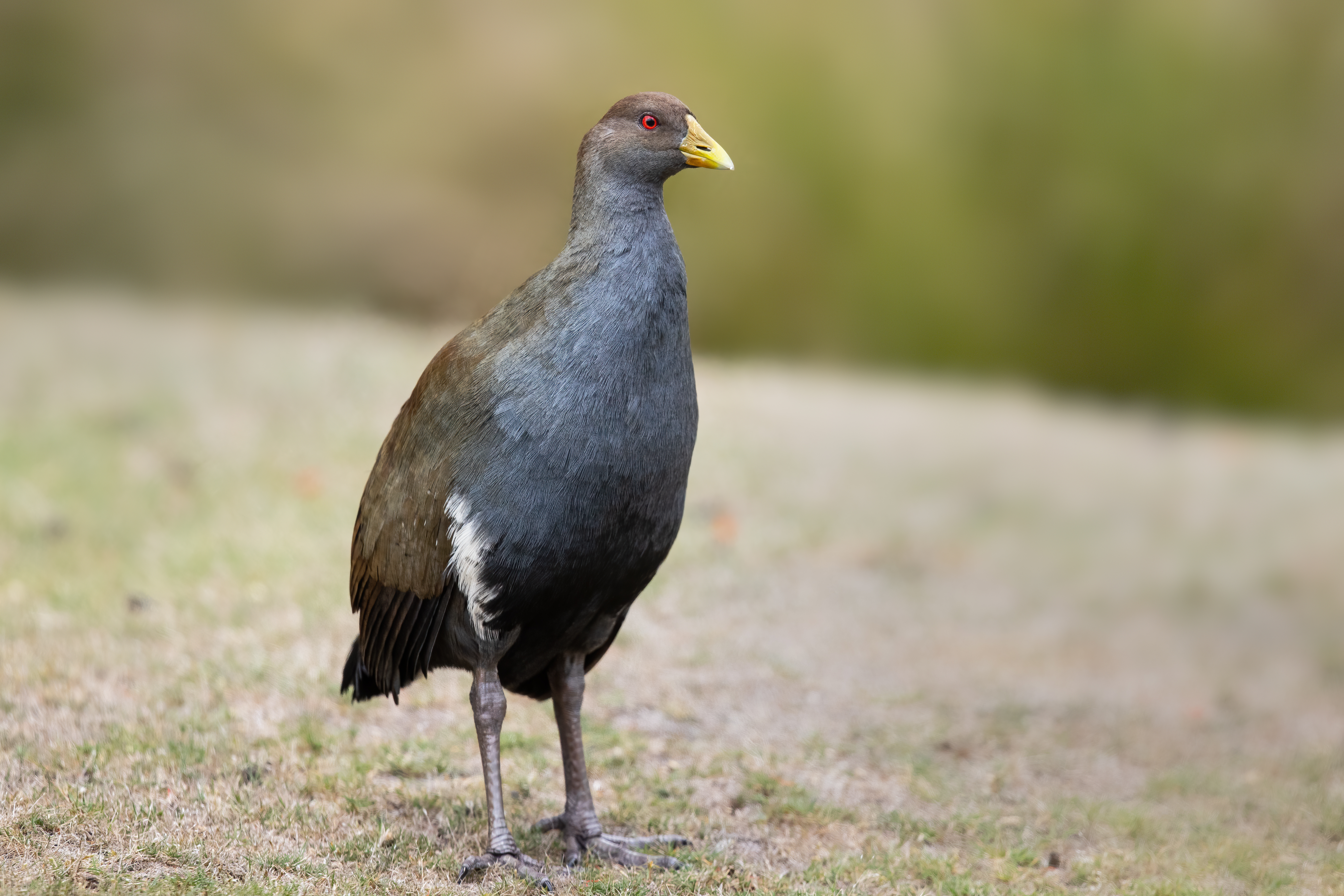
‌‌‌‌‌‌

چارخو تاسمانی پرنده‌ای چاق و بی‌پرواز است که طولی برابر ۴۳ تا ۵۱ سانتی‌متر دارد. بخش بالایی بدن این پرنده به رنگ قهوه‌ای زیتونی با الگوهای سفید بر پهلوها است. زیر بدن تاریک‌تر است با رنگی متمایل به خاکستری آبی‌رنگ. دم کوتاه این پرنده رنگی نزدیک به سیاه دارد و اغلب راست نگه داشته می‌شود. پاهای آن راست و قدرتمند هستند که به پنجه‌های قوی‌ای می‌رسند. رنگ چشم‌ها قرمز روشن است و رنگ نوک زرد متمایل به سبز.
پرندگان جوان‌تر ظاهری همانند بزرگترها دارند ولی رنگ بدن کم‌رنگ‌تر از رنگ بدن آن هاست و در زیر بدن نیز نقطه‌های سفیدرنگ مشخص‌تری دارند. نوک آن‌ها زرد متمایل به سبز و چشم‌ها، همانند بالغ‌ها، قرمز است. نرها اغلب نوک و پاهای بزرگتری دارند ولی اغلب نمی توان دو پرنده نر و ماده را از روی ظاهر از هم تشخیص داد.